# Schweindorf (Neresheim)
Schweindorf ist ein Stadtteil von Neresheim im baden-württembergischen Ostalbkreis. Der einst selbständige Ort wurde im Jahr 1971 nach Neresheim eingemeindet. Zu Schweindorf gehört der Weiler Mörtingen.

## Lage und Verkehrsanbindung

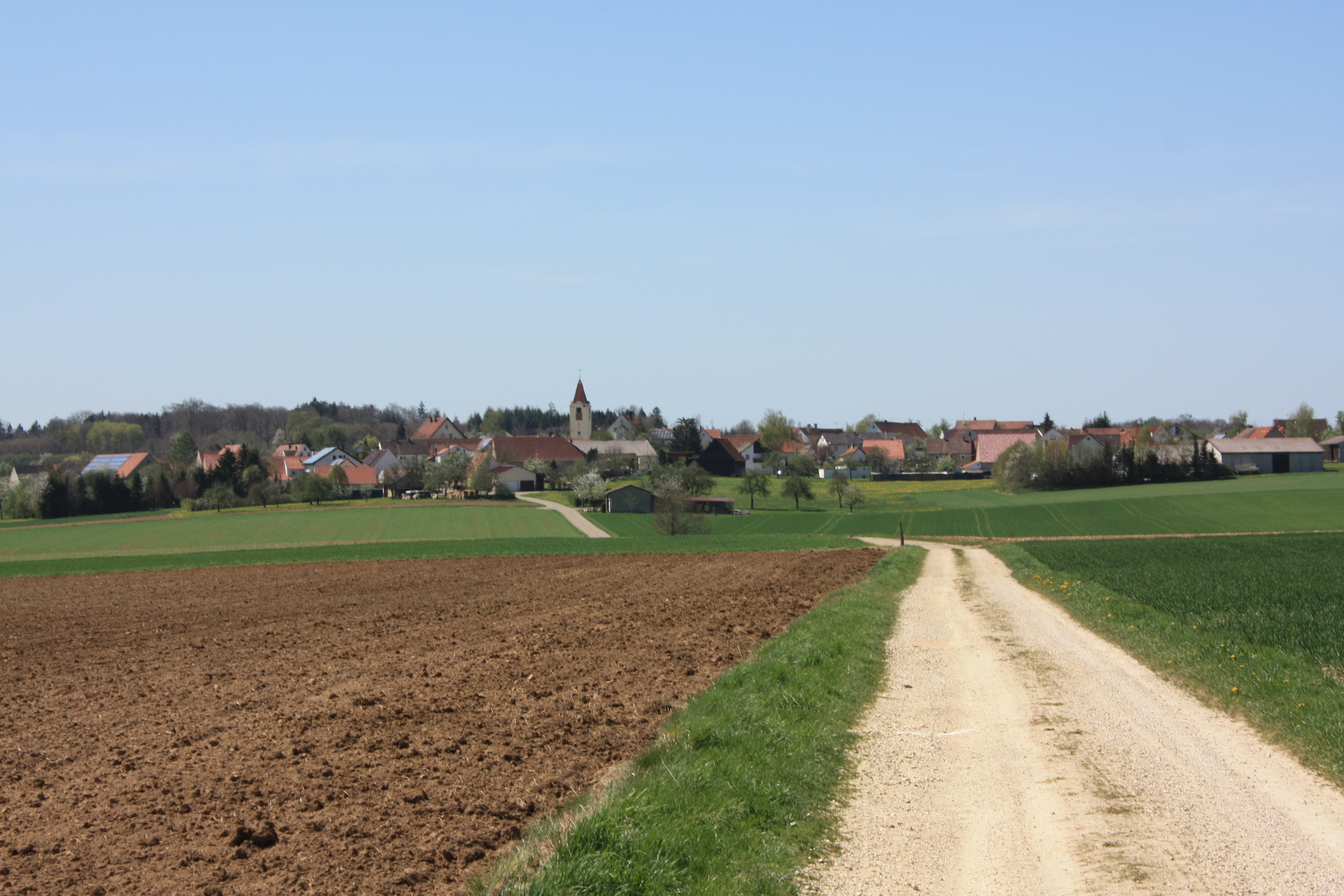
Schweindorf von Osten

Schweindorf liegt nordöstlich von Neresheim in Richtung Nördlingen, auf dem Härtsfeld, unweit der östlich verlaufenden Landesgrenze zu Bayern, zum Regierungsbezirk Schwaben, an den Kreisstraßen K 3303 und K 3314. Nördlich und westlich verläuft die B 466 Nördlingen-Neresheim.

## Geschichte
Im Museum im Seelhaus, dem Städtischen Museum von Bopfingen, ist die Bronzezeit durch Grabkeramik der Hügelgräber von Schweindorf vertreten.
Urkundlich wird Schweindorf 1297 als „Swaindorf“ erstmals erwähnt. Der Ortsname wird auf das Wort „swain“ („Knecht, junger Bursche“), als Personenname aus der Zeit der Landnahme („Siedlung des Sweino“), nach überkommener Lesart von „sweinen“ („roden“) zurückgeführt.
Der Ort war zunächst im Besitz der Herren von Hürnheim zu Katzenstein und derer von Westerstetten und kam 1359 und 1501/07 an Nördlinger Bürger und das Heilig-Geist-Spital.
Im Rahmen des Reichsdeputationshauptschlusses fiel Schweindorf 1802 an Bayern. Mit dem Grenzvertrag zwischen Bayern und Württemberg 1810 wurde der Ort Teil des Königreich Württembergs, wo er dem Oberamt Neresheim zugeordnet war. Am 1. Januar 1971 erfolgte die Eingemeindung nach Neresheim.

## Politik

### Ortschaftsrat
Zur Kommunalwahl am 26. Mai 2019, zu der 215 Personen wahlberechtigt waren, wurden in Schweindorf 8 Ortschaftsräte gewählt:
| Wählergemeinschaften | Wählergemeinschaften | % 2019 | Sitze 2019 |        | % 2014 | Sitze 2014 |
| AL                   | Allgemeine Liste     | 58,6   | 5          | 39,2   | 3      |            |
| BG                   | Bürgergemeinschaft   | 41,4   | 3          | 60,8   | 5      |            |
| Gesamt               | Gesamt               | 100    | 10         | 100    | 10     |            |
| Wahlbeteiligung      | Wahlbeteiligung      | 74,9 % | 74,9 %     | 74,4 % | 74,4 % |            |

### Wappen
Blasonierung: „In Gold ein grüner Eichenzweig.“

## Kultur und Sehenswürdigkeiten
Aufgrund seiner früheren Zugehörigkeit zur Reichsstadt Nördlingen ist Schweindorf die einzige evangelisch geprägte Ortschaft auf dem sonst traditionell katholischen Härtsfeld.
Die vermutlich dem heiligen Stefan geweihte evangelische Kirche besitzt einen romanischen Chorturm und wurde 1380 erstmals erwähnt. Der Chorraum ist mit einem Rippenkreuzgewölbe ausgestattet. 1507 kam die Kirche von den Herren von Katzenstein zum Nördlinger Spital.

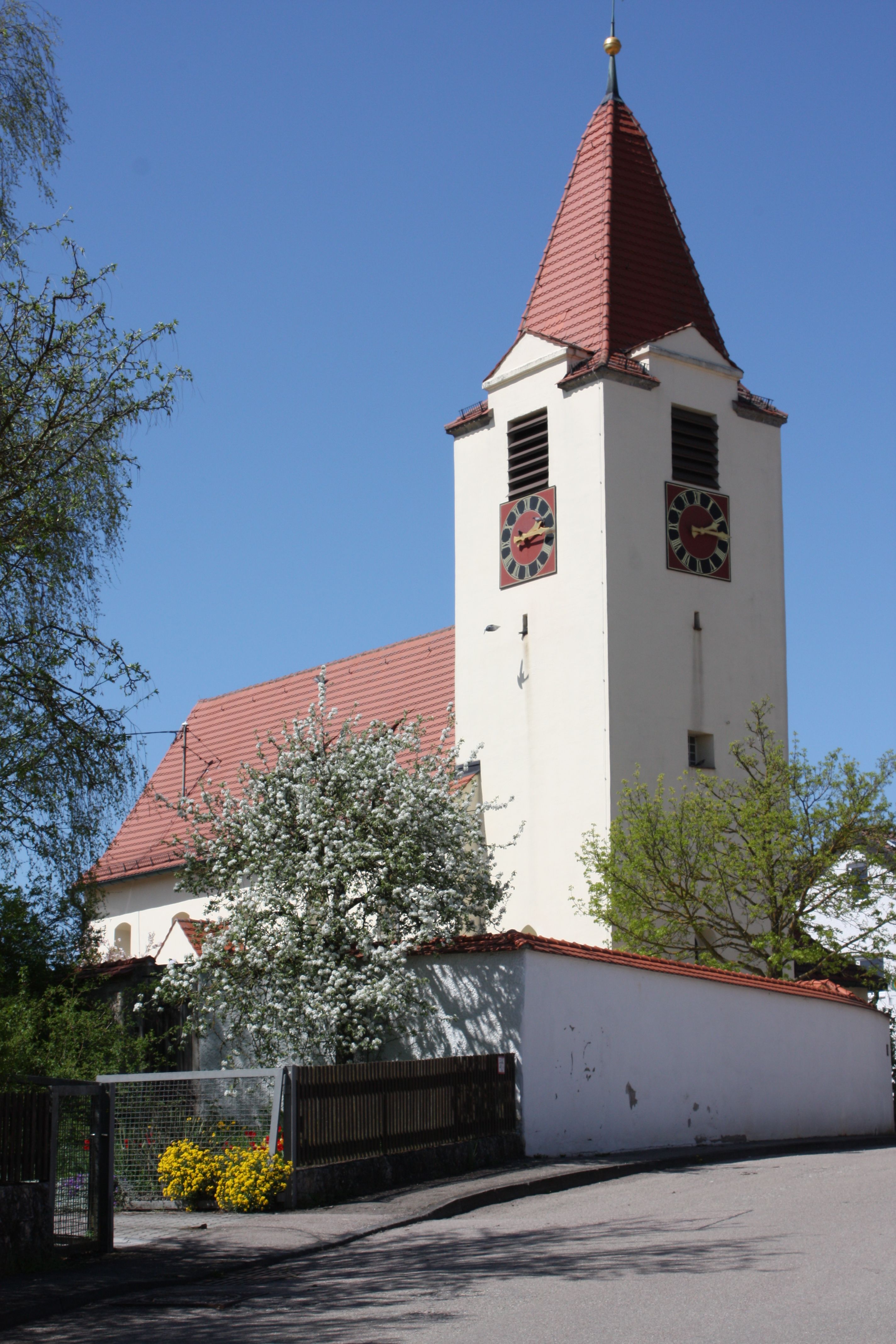
Evangelische Kirche
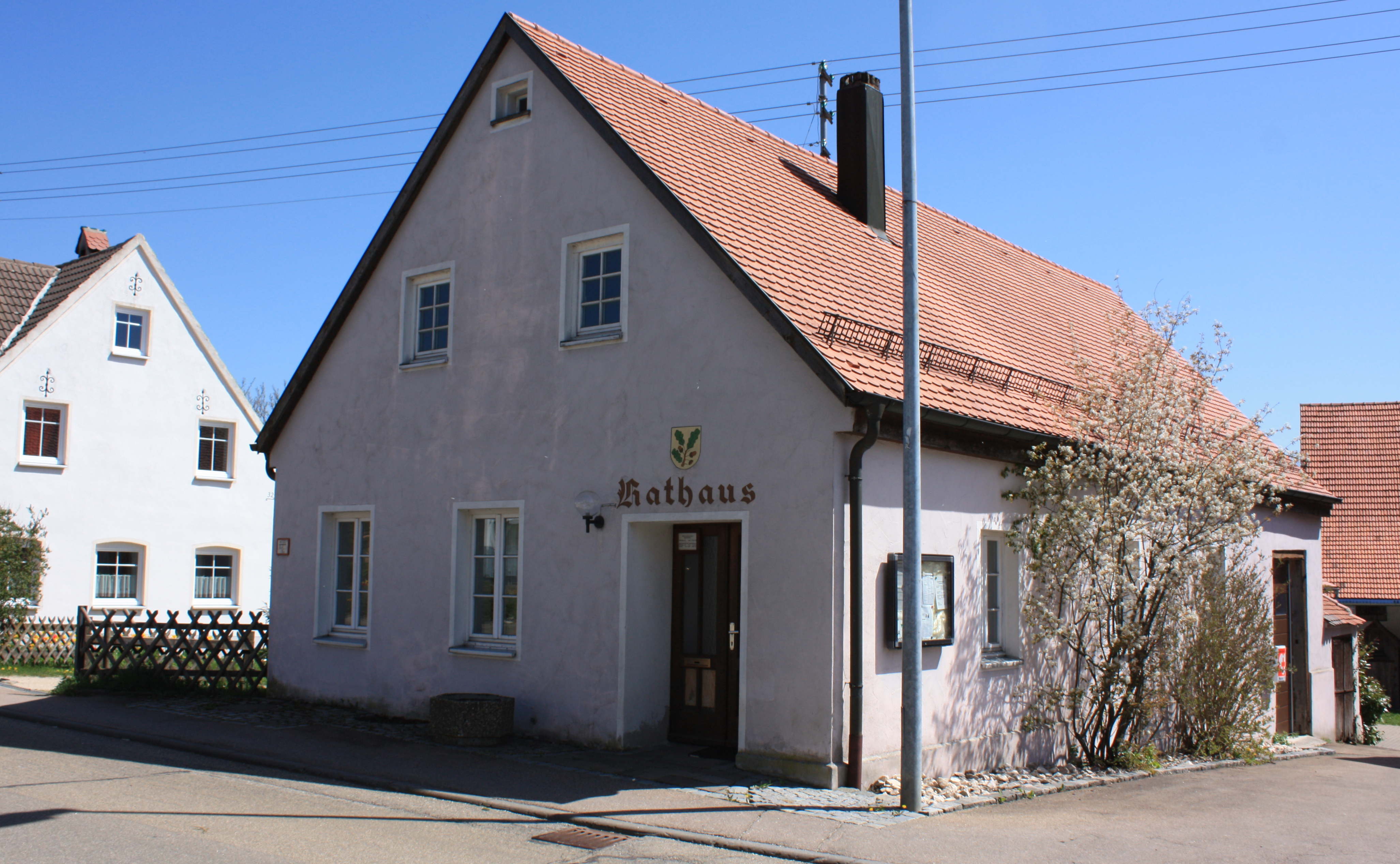
Ehemaliges Rathaus

## Söhne und Töchter
- Julius von Jan (1897–1964), evangelischer Pfarrer und Widerstandskämpfer gegen den Nationalsozialismus
- Carl Friedrich Klein (1803–1884), Barmer Textilfabrikant